# Zeitenende. Politik ohne Leitbild, Gesellschaft in Gefahr
In seinem 2023 erschienenen Sachbuch Zeiten Ende. Politik ohne Leitbild, Gesellschaft in Gefahr versucht Harald Welzer eine „Zeitdiagnose“, eine Analyse vor allem der aktuellen deutschen Politik. Welzer greift über die Tagespolitik mit soziologischen und geschichtsphilosophischen Betrachtungen hinaus, die er aber selbst als nur „fragmentarisch“ wertet. Er untersucht den Zustand des zivilisatorischen Projekts von „Demokratie und [...] freiheitlicher Ordnung in der ersten Hälfte des 21. Jahrhunderts“ und beschreibt Handlungsspielräume, den Gefahren der Demokratie gegenzusteuern. Das Buch ist darüber hinaus eine Kritik der Politik der „Ampel-Koalition“ aus SPD, FDP und Grünen (2021 – 2025) bei gesellschafts-, wirtschafts-, kultur- und außenpolitischen Themen, wobei die Grünen für die Abweichung von ihren Grundpositionen in der Friedens- und Klimapolitik besonders deutlich kritisiert werden.
Ein umfangreicher Anhang enthält 194 Anmerkungen, einen Bildnachweis und ein sinnvolles Register mit 392 Namen und Stichworten.

## Inhalt

### Erosion der Demokratie
Welzer beginnt seine Betrachtungen mit der inneren Gefährdung der bundesdeutschen Demokratie. Sein logischer Ausgangspunkt der Argumentation ist ein Zitat Ernst-Wolfgang Böckenfördes, „dass der freiheitliche Staat von Voraussetzungen lebt, die er selbst nicht garantieren kann.“ Böckenförde unterscheidet in seinem berühmten Diktum zwischen einer staatlich-demokratischen Organisation und einer Gesellschaft, die die Demokratie nur so lange garantiert, wie sie von den Überzeugungen der Einzelnen und einer relativ homogenen Gesellschaft getragen wird. „Es bedarf also sowohl der moralischen Substanz der Einzelnen als auch des Leitbildes eines gesellschaftlichen Ganzen, damit eine freiheitliche Ordnung funktionieren kann.“ Die Stabilität der Demokratie beruhe praktisch auf einem Mindestmaß an gelebtem Zusammenhalt und erlebter Vergemeinschaftung.
Im Fortgang seiner Argumentation untersucht Welzer die Entwicklung dieser beiden Faktoren für die vergangenen Jahrzehnte. Im sinkenden Organisationsgrad der Bevölkerung in Kirchen, Vereinen und Parteien sieht er eine Mentalitätsverschiebung in Richtung zunehmender Individualisierung. Diese zeige sich auch darin, dass auf der einen sozialen Seite „seltsame und zunächst gar nicht zu verstehende Angriffe etwa auf Feuerwehrleute, Sanitätspersonal, Ärzte und Polizistinnen“ und auf der anderen Seite weitgehend straflose Steuervermeidung und -hinterziehung zu beobachten seien: „Das Gemeinsame löst sich von beiden Rändern auf“ und ein „gefühltes gemeinsames Ganzes“ gebe es für viele, wenn nicht für die meisten nicht mehr, stattdessen „erodierenden [...] Zusammenhalt“ und eine „weitverbreitete Gefühlslage von gesellschaftlicher Heimatlosigkeit“. Welzer zitiert eine Allenbach-Umfrage, nach der fast zwei Drittel der Befragten den gesellschaftlichen Zusammenhalt für schwach halten und die Ursachen dafür in sozialen Unterschieden sehen. Eine neue Studie der Friedrich-Ebert-Stiftung komme zu dramatischen Werten hinsichtlich der Unzufriedenheit mit der Demokratie: „‚... bei den niedrigen bis mittleren Bildungsgraden rund 60 Prozent, [...] in den Unter- und Arbeiterschichten sogar 70 Prozent.‘“ Laut einer Allensbach-Umfrage werde auch der individuelle Faktor von Böckenfördes Demokratie-Bedingungen von einer „gesunkene[n] Identifikation mit dem Staat“ berührt, obgleich Welzer aufgrund weitverbreiteter Mitarbeit in Vereinen und Initiativen noch eine „recht hohe Systemzustimmung“ annimmt.
Eine langfristige Gefährdung der Demokratie sieht Welzer in der nicht nur, aber vor allem während der Corona-Pandemie vernachlässigten Jugend: Ein schlechterer allgemeiner Gesundheitszustand (Depressionen, Angst- und Essstörungen …), enorme Bildungsrückstände und andere Vernachlässigungen machen aus Kindern, Jugendlichen und jungen Erwachsenen „eine multipel benachteiligte Gruppe“, die „für populistische Politikangebote besonders empfänglich“ sei. Welzer befürchtet, „dass eine große Gruppe der nachrückenden Generation der Demokratie regelrecht verloren geht.“
Die Vernachlässigung des Gemeinsinns ist für Welzer verbunden mit der Distanz des politischen Personals zu den Lebenswelten der Bevölkerungsmehrheit, deren Perspektiven in der Optik der Eliten häufig nicht mehr vorkämen. Diese Abgehobenheit sei Ergebnis von bestimmten sozialen Herkünften, gehobenen Bildungshintergründen und einer Eigenlogik von Parteikarrieren. Als Gegenbeispiel zu dieser Elitendistanz beginnt Welzer sein Buch mit dem Beispiel des deutschen Fußball-Idols Uwe Seeler, der so gemeinsinnig gewesen sei, dass er „immer in der ersten Person Plural“ gesprochen habe.

### Zeitenwenden
Die äußeren Gefahren des demokratischen Rechtsstaates resümiert Welzer unter dem Begriff der Zeitenwende und knüpft damit an Bundeskanzler Scholz (SPD) an, der Anfang 2022 den Begriff der „Zeitenwende“ als Emblem der Gegenwart für veränderte Haushaltsprioritäten im Zusammenhang mit dem Krieg Russlands in der Ukraine verwendet hat. Unter diesem Stichwort resümiert Welzer jene Faktoren, die – bei aller Schwierigkeit der Prognose historischer Wichtigkeit – möglicherweise den Beginn einer wirklich neuen Ära kennzeichnen:
- Rückfall Europas als internationaler Wirtschaftsfaktor, Aufstieg Chinas und anderer sogenannter Entwicklungsländer

- Herausbildung neuer machtpolitischer Formationen und globaler Bündnisse
- Wachsende Zahl illiberaler Staaten, keine Fortschritte beim universalistischen Projekt der globalen Demokratisierung, Liberalisierung und der Anerkennung der Menschenrechte
- Veränderungen in der Biosphäre und im Klimasystem, die die Überlebensbedingungen der menschlichen Lebensform modifizieren, wachsende Überlastung des Erdsystems bei ausbleibendem politischen Handeln
- Zuname von Konflikten um fruchtbares Land und Wasser, von lokalen und regionalen Kriegen, von wachsenden Flüchtlingsströme und Pandemien.[13]

Welzer sieht „den Ukrainekrieg im größeren Zusammenhang der Veränderung im Erdsystem“, sowohl der Ursache wie auch der Folgen nach: „Die wirkliche Zeitenwende ist definiert durch die Neuartigkeit des Überlebensproblems.“ Das Besondere dieser Situation sei, dass die Menschen damit zum ersten Mal umgehen müssen und für die Lösung dieser Aufgaben „keinerlei historisches Erfahrungswissen“ vorliege. Obgleich sie seit Jahrzehnten bekannt sei, habe man die Problematik seit langem – und aktuell auch als „willkommene Gelegenheit“ mit dem Krieg in der Ukraine – ignorieren können. Diese Trägheit der Anpassung an die Realitäten, diesen „Nachhinkeffekt“ erklärt Welzer soziologisch mit einer bisher sich im Alltag empirisch bewährenden Normalitätserwartung: Diese „assumptive world [ist] eine stete und zuverlässige Quelle von Orientierung“ – sofern die Parameter der Umwelt sich nicht grundlegend ändern.
Eine besondere Dramatik entstehe dadurch, dass die mit der Industrialisierung verbundene soziale Frage historisch sehr erfolgreich durch die Soziale Marktwirtschaft bzw. die Konsumgesellschaft auf Kosten natürlicher Ressourcen entschärft worden sei: „Vom heutigen Universum der konsumistischen Ablenkungen von der Wirklichkeit ahnte nicht mal Günther Anders etwas, [von] einer historisch falsch abgebogenen Hyperkonsumgesellschaft, die einem anachronistischen Leitbild folgt.“ Aber sozialer Frieden und Frieden mit der Natur sei ein politisches Dilemma, weil „niemand weiß, wie man die soziale Frage befrieden soll, wenn man zugleich auch Frieden mit der Natur schließt.“ Mit dem notwendigen Ende der lange erfolgreichen, auf Wachstum und Konsum orientierten Sozialen Marktwirtschaft könnten auch soziale Unruhen und damit auch illiberale politische Systeme wieder neu ins Spiel kommen: Wir haben „keinen Bauplan, kein Rezeptwissen, ja nicht einmal eine Theorie dafür [...], wie wir zivilisiert und frei durch das 21. Jahrhundert kommen.“

### Hausgemachter Rechtsradikalismus
Die Verbreitung von „manifest demokratiefeindlichen und staatsgefährdenden Gruppierungen von Querdenkern über Reichsbürger bis hin zu rechtsextremen Bundestagsabgeordneten“ resultiere aus der „Trümmerlandschaft einer neoliberalen Epoche“ und einer „weitgehend geräuschlose[n] Umverteilung von unten nach oben.“ Dieser Prozess führe zu einem erodierenden gesellschaftlichen Zusammenhalt, dem „Verlust einer gemeinsamen Welt“ und damit zur „Heimatlosigkeit“ der Menschen, die Welzer nicht als Verlust von Orten der Herkunft, sondern als soziale Kategorie einer kaum möglichen selbstbestimmten Vergemeinschaftung versteht.
Mit ihrer Distanz zu den Regierten, mit Inflation, Bildungskatastrophe und der vom Bundesverfassungsgericht als illegal bezeichneten ökologischen Inaktivität bereite die Politik populistischen Angeboten und ebenso einem radikalisierten Generationenkonflikt den Boden. Mehrfach weist Welzer auf „das Erbe von vier Jahrzehnten neoliberaler Fehlsteuerung des Staates [und der] Erosion der materiellen und mentalen Infrastruktur“ hin, die die Rechtsradikalen als Anknüpfungspunkte nutzen: „Wir sehen die Fahrlässigkeit und Arroganz von wirtschaftlichen, politischen und medialen Eliten, denen die gefährlich groß werdende Distanz zu den Leuten gleichgültig zu sein scheint. [...] Diese Distanz ist keine Erfindung der AfD, die nimmt nur die Chance wahr, sie zu instrumentalisieren.“
Im Epilog unterstreicht Welzer, dass seiner Meinung nach die gefährliche Attraktivität der AfD vor allem ein hausgemachter Effekt der Regierungspolitik sei. Eine Redeweise, die sich über die Erfolge der AfD empöre, aber die Zuarbeit der politischen Klasse zu den AfD-Erfolgen ausblende, „als habe man selbst gar nichts mit ihrem Erfolg zu tun“, sei toxische Politik und erzeuge jene „Kultur der Destruktivität, die für Demokratiefeinde die perfekte Entwicklungsumgebung ist.“

### Regierung mit falschen Prioritäten
Wie die Systemzustimmung sich in Zukunft entwickeln werde, hänge davon ab, wie das System auf die miteinander verbundenen Krisen, auf das „kumulierte Krisengeflecht“ reagiere. Eine vorausschauende Reaktion sei durch die Erfahrung eines für den Globalen Norden beispiellosen Fortschritts gelähmt, der sowohl in der Gesellschaft als auch in ihrer politischen Elite Glaubensgewissheit habe: Wachstum sei ein mentales und kulturelles Paradigma und führe in „die vollständige Unfähigkeit, in Kategorien der Endlichkeit und des Aufhörens zu denken.“ Daher werde die Dringlichkeit einer Änderung der Lebensweise nicht in politisches Handeln umgesetzt.
Für Welzer ist die verbale Aufspaltung der „Vorbeben“ des umfassenden Krisenzusammenhangs in einzelne Krisen eine Redeweise und politische Praxis, die das überragende Gewicht der ökologischen Grenzerfahrungen den abgeleiteten Krisen neben- und unterordne, sie auf einen Problemfaktor reduziere (z. B. auf CO2) und ihre isolierte Lösbarkeit suggeriere. Diese Reduzierung komplexer Situationen sei eine sozialpsychologische Strategie zur Entschärfung störender Ahnungen („Reduktion kognitiver Dissonanzen“), die zu einem wütenden Weitermachen und zur aggressiven Verteidigung der gefährdeten Illusionen führe.
Statt auf die existentiellen Probleme zu reagieren, zeige die deutsche Politik „all dies Kontraproduktive, Aus-der-Zeit-Gefallene, Aktionistische und Aggressive“, die „Refossilisierung der Energiewirtschaft“, eine Renaissance der Rüstungsspirale, den Irrsinn des Kriegführens und den Abschied von der Friedenspolitik. Man sei heute noch nicht einmal so weit zu sehen, „dass Aufrüstung und Klimaschutz Zielkonflikte sind.“
Die deutsche Regierungspolitik habe gegenwärtig kein Gestaltungsziel, kein Leitbild: „Dies müsste in einem politischen Leitbild für die freiheitliche Politik des 21. Jahrhunderts formuliert sein: dass die Bedingungen für die Aufrechterhaltung und Fortsetzung der Freiheit von einer intakten Biosphäre und einem lebensermöglichenden Klimasystem abhängen.“ Ohne Leitbild sei die Politik „kaum mehr als ein Korken auf den Wellen.“

### Pazifismus in Bedrängnis
Vom Primat ökologischer Politik ausgehend setzt sich Welzer mit der Politik der Grünen Partei auseinander und wendet sich gegen die von Außenministerin Annalena Baerbock (Die Grünen) unterstützte militärische Lösung des Krieges in der Ukraine. Unabhängig von der Kriegsursachendebatte geht es Welzer allein um die ökologischen Folgen der Produktion und Anwendung von militärischem Material: Beim Blick auf die direkten und indirekten, kurz- und langfristigen Klimafolgen der Kriege in Vietnam, im Irak, in Afghanistan, Syrien und der Ukraine „wird einem schwindelig.“
Binnen Wochen nach dem Jahresbeginn 2022 sei klar geworden, dass nicht Klimaschutz, sondern Energiesicherheit, nicht Frieden, sondern Rüstung das Thema der kommenden Jahre sein werde. Welzer vergleicht diese Zieländerungen, diese „shifting baselines“ mit der vor allem von Intellektuellen vorangetriebenen Kriegszieldiskussion am Beginn des Ersten Weltkriegs 1914. Er weist auf die Parallelen zum Ukrainekrieg hin, an dessen Anfang es zunächst um die „Beendigung“ des Krieges, aber dann schon bald um den Sieg über Russland und die stetige Steigerung der Waffenlieferung ging.
Seit der „Zeitenwende“ Anfang 2022 werde die „zivilgesellschaftliche Friedensbewegung radikal in die Defensive“ gedrängt: „Das geopolitische Paradigma, so viel hat Putin geschafft, ist Verteidigungs- und in einigen Fällen sicher auch Angriffsfähigkeit.“ Die Konsequenz der globalen Aufrüstung mache klar, „dass man nicht einmal so weit ist zu sehen, dass Aufrüstung und Klimaschutz Zielkonflikte sind.“ Prominente Grüne (Annalena Baerbock, Robert Habeck, Volker Beck) unterstützten diese programmatische Wende noch durch verbale Angriffe auf pazifistische Kritiker, die sie als „Vulgärpazifisten“ und „Kapitulationsintellektuelle“ bezeichneten. Weil der Westen aus der Erfahrung seiner vielen Niederlagen nie gelernt habe, hält Welzer diese „umstandslose Zustimmung zu Kriegshandlungen, ja die geradezu begeisterte Forderung nach Eskalationswaffen, freundlich gesagt, [für] naiv“.
Welzer erinnert an die große Studie von Norbert Elias (Über den Prozess der Zivilisation), wonach die Zivilisierung in einer immer weiteren Reduktion der direkten Gewalt, des Handelns aus spontaner Wut, zugunsten von Verhandlungslösungen bestehe, denen aber Pathos, Empörung, grüner Moralismus und politische Doppelmoral entgegenstünden. Die geringe Unterstützung der Sanktionen gegen Russland durch den Globalen Süden resultiere aus der Doppelmoral des Westens. Ihrer offenkundigen Begrenzungen wegen würde diesen Handlungskonzepten mit einer „Inflation normativer Begriffe“, mit „verbaler Hochrüstung“ nachgeholfen: mit „Nachhaltigkeit“, „Wertegemeinschaft“, mit „´wertebasierter´, ´regelbasierter´, gar ´feministischer Außenpolitik´.“
Anknüpfungspunkte für einen aufgeklärten Pazifismus und „kontraintuitives Denken und Handeln“ sieht Welzer im politischen Vermächtnis von Antje Vollmer, der langjährigen Vizepräsidentin des Deutschen Bundestages, die Anfang 2023 an die Vorleistung der Sowjetunion mit dem friedlichen Truppenrückzug unter Gorbatschow erinnerte, den für eine europäische Friedenslösung nicht genutzt zu haben „eine der größten Torheiten der Geschichte“ sei. Für Hans Magnus Enzensberger ist Gorbatschow mit seiner Hellsicht dagegen einer der heute so notwendigen „Helden des Rückzugs“.

### Hindernisse grüner Transformation
Für Welzer ist eine „Ökonomie der Endlichkeit“ anstelle der dominierenden „Ökonomie der Grenzenlosigkeit“ überfällig, aber mehr als fünfzig Jahre nach der Veröffentlichung der Grenzen des Wachstums stelle sich die Frage, wie diese notwendige Transformation umgesetzt werden könne. Mit Blick auf diese Erfahrungen formuliert Welzer drei grundsätzliche Zweifel:
In der Tradition von Bildung und Aufklärung nahm man lange an, dass die Einsicht in die Grenzen des Wachstums in der Gesellschaft in kleinen Schritten, sukzessive Veränderungsbereitschaft verbreitet – was faktisch nicht funktioniert, weil dieses Wissen mit vielen anderen Interessen einflussreicher Gruppen und Einzelner konkurriere und das Handeln nicht erreiche.
In gleicher Weise illusionär sei die Erzählung von der „Dekarbonisierung“ der materiellen Produktion, in der oft vergessen werde, dass die energiegewendete Welt ein Vielfaches an seltenen Erden und Metallen für ihre Produkte benötigt und den Verbrauch der Ressourcen erst einmal ankurbele.
Ein drittes Problem grüner Transformation sei die Erkenntnis, dass die „enormen Wohlstandsgewinne der Gesellschaften des Globalen Nordens“ und die politischen Formen der Demokratie auf der Nutzung fossiler Energien beruhten: moderne Demokratien seien „Kohlenstoffdemokratien, [...] Carbon Democracies.“ Damit stelle sich die Frage nach der zukünftigen politischen Form einer grünen Wirtschaft, denn „eine Gesellschaft, die zugleich als modern und nachhaltig zu bezeichnen wäre, existiert bislang nirgends auf der Erde.“ Im Zuge der Transformation in eine nachhaltige, resiliente Gesellschaft und Wirtschaft erwartet Welzer Wohlstandsverluste und die Möglichkeit der Vertiefung von „Ungleichheitslagen“. Wie aber könne die Schonung der Ressourcen mit einem gewissen Maß an Wohlstand und Demokratie verbunden werden? Welzer greift hier den Gedanken auf, dass die Erfolgsgeschichte der Sozialen Marktwirtschaft durch die mit ihr verbundene, aber vermutlich in einer ökologischen Transformation nicht mehr einlösbare Wohlstandserwartung zu politisch illiberalen politischen Strukturen führen könnte.
Eine umfassende Mobilisierung der Blockierer in der Koalitionsregierung (vor allem durch die FDP) und in nahezu allen Leitmedien verhindere eine Änderung der wirtschaftspolitischen Richtung, was letztlich auch von den Grünen mitgetragen und verbal beschönigt werde. Für das Gebäudeenergiegesetz hätten die Grünen beispielsweise der Befreiung der Ministerien von ökologischen Sektorzielen zugestimmt, obgleich dieser Deal nachträglich von der FDP aufgekündigt worden sei, „ein eigentlich unerhörter Vorgang.“ Aber die Grünen trügen solche Ergebnisse als Regierungspartei mit und ergingen sich „in guter Orwell´scher Tradition in der Erfindung neuer Begriffe. Da wird der Autobahnausbau zur ´Engpassbeseitigung´ und die famose Idee, längs von bestimmten Autobahnteilstücken Fotovoltaik zu installieren, zum Anlass, von ´Klimaautobahnen´ zu sprechen. [... ein] Beispiel von Retropolitik.“

### Kampagnenjournalismus
Die sich abzeichnende Endlichkeit der gegenwärtigen Lebensweise erklärt nach Welzer auch die verbal wachsenden Aggressivität in den Auseinandersetzungen um den richtigen Ausweg. Er zitiert Norbert Elias, der in seiner Studie zum Prozess der Zivilisation darauf hingewiesen habe, „dass gerade Abstiegsgesellschaften zu Gewalt neigen.“ Die historische Verzweiflung führe zu Versuchen der Reduktion kognitiver Dissonanz: „Wir sehen: eine Vereinfachung von komplexen politischen Perspektiven und Optionen auf Gut und Böse, [...] eine Zunahme von Aggressivität gegenüber Denken, das Kontraproduktivste, was gerade passieren kann.“ So habe auch innerhalb der Parteien des Bundestags der Pluralismus abgenommen und die sich auf eine politische Mitte orientierenden Parteien der CDU, SPD und der Grünen hätten „abweichende Positionen von nun an einem politisch und medial geächteten Abseits zugeordnet.“
In Fortsetzung seines zusammen mit Richard David Precht geschriebenen Buchs Die vierte Gewalt untersucht Welzer anlässlich des Kriegs Russlands in der Ukraine die Vereinseitigung der Berichterstattung und Kommentierung. Ihren Ergebnissen lägen zwei quantitative Analysen der Leitmedien der Frankfurter Allgemeine Zeitung, Süddeutsche Zeitung, Bild, Spiegel, Zeit, ARD-Tagesschau, ZDF Heute, RTL Aktuell sowie von 140 Regionalzeitungen und Twitter-Beiträgen zugrunde; er habe auch eine Datenbank mit insgesamt mehr als 19 Millionen Einträgen verwendet.
Welzers Standpunkt der Kritik ist ein Journalismus, der eine möglichst umfassende Information und differenzierte Urteilsbildung zu liefern habe, um gerade in Zeiten von Krisen und Unsicherheit Entscheidungen vorzubereiten. Seinem Urteil nach haben die genannten Medien diese Funktion nicht erfüllt: Im Vordergrund der Berichte standen deutsche Politiker(-innen) – ausländische Experten und die Sichtweisen des Globalen Südens seien kaum aufgetaucht. Außerdem seien Berichte und Kommentare weniger differenziert als in der Bevölkerung, abweichende Positionen seien deutlich unterrepräsentiert, aber würden verunglimpft. Während bei Umfragen beispielsweise mehr als 40 % der Bevölkerung Panzerlieferungen kritisch sähen und eine Eskalation zu einem Dritten Weltkrieg befürchteten, habe der Anteil solcher Positionen in den Medienbeiträgen der Monate Februar bis Dezember 2022 im Durchschnitt bei nur 11 % gelegen. Mit dem Anspruch, „die politische Debatte über diesen Fall von Krieg und Frieden leiten zu wollen, [haben] die Leitmedien [...] nicht Journalismus betrieben, sondern eine Kampagne verfertigt“ Abweichende Lesarten und Versuche, den beschränkten Diskurs zu erweitern, würden dagegen „oft unisono mit einer geradezu schäumenden Diskreditierung belegt.“
Ursachen dieser „Übergriffigkeit“ sieht Welzer in ähnlichen Sozialisations- und Karriere-Milieus von Journalisten und Politikern, in einer Verkleinerung der Redaktionen und der damit verbundenen „Selbstan- und -abgleichung“ aus Angst vor Arbeitsplatzverlust sowie – in wichtigen Einzelfällen – auch in der wenig transparenten Teilhabe führender Journalisten an „transatlantisch grundierten Netzwerke[n]“.

### Handlungsmöglichkeiten
Welzer erwartet  kurzfristig keine Änderung der Regierungspolitik und keine Möglichkeiten, alle bisherigen Fehler zu reparieren, aber seiner Meinung nach kann die Zivilgesellschaft auch ohne den eigentlich notwendigen Rückenwind der Politik Schritte in die richtige Richtung gehen. Das beginne mit der Nutzung neuer konstruktiver Medien und Formate, die Informationen statt Kampagnenjournalismus vermitteln und beispielsweise über Wirtschaftsavantgarden berichten, die mit neuen Fonds- oder Bewirtschaftungskonzepten und nachhaltigen Wertschöpfungsketten ökologisch experimentieren.
Gegen Ende des Buches beschreibt Welzer „Orte des Zusammenhalts“, in denen eine Vergesellschaftung und Vergemeinschaftung ohne Kaufzwang gelebt werden können. Diese Ideen würden von vielen in die Diskussion eingeführt und auf verschiedene Weise wenigstens teilweise realisiert. Welzer nennt den Ausbau von Schulen bzw. Schulgebäuden zu Gemeinschaftszentren mit einer für verschiedene Zielgruppen geeigneten Ausstattung, die Förderung von ehrenamtlichem Engagement durch eine Quote von mindestens 20 % der Ausbildungs- und Arbeitszeit, die Aufwertung aller analogen Formen des Zusammenkommens und eine allmählich menschengerechte Neuorientierung des Städtebaus.

## Rezeption
Für Der Freitag las Sebastian Puschner ein Buch, das ein zum Realisten gewendeter Optimist geschrieben habe, der mit „einem der Lage angemessenen, wohldosierten Sarkasmus“ die Kriegsfans unter den Anhängern der Grünen und der FDP attackiere. Welzer „nähert sich dem Gesamtzusammenhang“ mit seiner Kritik an der Homogenität der Medien, der Parteifunktionäre und der Wirtschaftsdynastien, die von der Lebensrealität der Mehrheit nichts mitbekämen und die sich daher von den Eliten abwende. Puschner kann aber die von Welzer betonte Wichtigkeit eines Leitbildes nicht nachvollziehen und sieht im Unterschied zu ihm in der wachsenden Staatsverschuldung einen notwendigen Umweg zur „Kulturtechnik des Weniger“. Beim Blick auf den Informationsgehalt bedauert Puschner, dass „die Erkenntniseuphorie der ersten Hälfte dieses Buches sich in der zweiten derart verflüchtigt.“
Im Deutschlandfunk Kultur urteilt Arno Orzessek über Zeiten Ende, dass Welzer „mal zornig, mal süffisant, mal unterhaltsam – Fehler um Fehler [aufspießt], besonders in der Politik, und ein endzeitliches Gesamtbild mit dem Klimawandel in der Bildmitte“ zeichne. Welzer versuche, „die großen Zusammenhänge zu denken [...] – was nur skizzenhaft gelingen kann“ – hier seien ja auch schon andere an ihre Grenzen gestoßen, „aber nicht alle mit einem solchen Dickkopf.“ Für seine Diagnose leihe er sich „immer wieder wuchtige Thesen“ von Norbert Elias, Günter Anders, Odo Marquard, Dietrich Dörner und Jared Diamond aus und komme zu dem bitteren Schluss: „Gerade erfolgreiche Kulturmodelle schaffen sich keine Zonen des Erlernens von Überlebensstrategien.“ Zwar liege „Moskau irritierend weit außerhalb seiner Schusslinie“ und „so etwas wie ein Friedensplan […] ist bei Welzer nicht zu erkennen, [aber] das ändert nichts daran, dass seine Fehlerdiagnosen in „Zeiten Ende“ stichhaltiger und überzeugender sind als seine Konzepte für die Zukunft.“
Alfons Pieper schreibt im Blog der Republik, Welzer verstehe, „ein schwieriges Thema in einem Buch zu verkaufen, wenn der Begriff erlaubt ist.“ Welzer erzähle spannend, obgleich das Buch, wie ein Rezensent bemerkt habe, so wirke, als habe Welzer „´Inventur in seinem Zettelkasten gemacht und dann entschieden: Alles muss raus.´“ Das Buch sei „eine Abrechnung mit Deutschland“, die sich beim Blick in die Ereignisse und Nachrichten bestätige: „In diesem Sinne möchte man der Politik zurufen: Es gibt viel zu tun, fangt schon mal an.“
Jan Heidtmann meint in der Süddeutschen Zeitung zum Buch, Welzer habe sich an seinem Thema „verhoben“. Insgesamt wirke das Buch, als hätte Welzer Inventur in seinem umfangreichen Zettelkasten gemacht und dann entschieden: Alles muss raus. Nach 283 Seiten hinterlasse das Buch den Eindruck eines „Stream of Consciousness“. Durchaus spannende und auch weniger spannende Gedanken folgten in solch einem Bewusstseinsstrom weitgehend unverbunden aufeinander. In diesem Stadium beginne in der Regel die Arbeit des Lektorats.